# チャオ・ササキ
チャオ・ササキ（1979年8月9日 - ）は、日本の男性声優、ナレーター、舞台俳優。佐々木雅夫としてオーディオブックナレーターとしても活躍。代々木アニメーション学院仙台校講師。

## 経歴
2000年、日本工学院専門学校声優・演技科卒。卒業後の4月から1年間はウイットプロモーションに所属し、2001年、携帯電話用ゲーム『情報捜査官e-POLICE』でデビュー。以降は約10年間、フリーランスでナレーター、声優、舞台俳優として活動。2011年3月より2年間、アニモプロデュースに所属。登録制業態であるオーダーメイドCOMに登録し、2013年3月よりウォークスオペラに登録して活動。
「アイリスの花言葉」にて、藤井組に所属したことが発表され、2016年6月より2019年10月まで所属。2019年10月よりMYSTARに移籍して活動を継続している。

## 出演

### アニメ
- てんてこししまいくん（ししまいくん）
- 滋賀ッツマン」ナレーション
- ぼくらの相談員さんとあと滋賀ッツマン（相談員さん）
- 劇場版滋賀ッツマン（グローバルウィンマン）
- ちびツブリのちっちゃな大冒険2 ふんなしフンコロガシ（タカ）
- 滋賀県人権啓発TVCMジンケンダー（町内会長）
- 嫁姑バッティングセンター（実況）
- 藤井組TV（フージー）
- コミュファタウン お茶の間カミングアウト川柳（殿様）
- ヒヤリハットガール

### ゲーム
- 情報捜査官e-POLICE（2001年）
- 閃光騎兵 メビウスクロス（レオンハルト・バーネット）
- 言葉のちから
- レジェンド・オブ・リンク
- Re:三国志もえしょう物語
- 乱世三国 六龍の戦い
- 日替わり内室
- サンバーン（社長）
- LAST WHISPER（2004年、ジム・クライトン）
- RaidersSphere3rd（2006年、ジャック）
- 学園ヘタリア（2006年）フランス）
- ジグソーワールド 〜大激闘! ジグバトル・ヒーローズ〜（2008年、戦闘員の山田さん）
- くまたんち（2008年、さるじぃ[5]）
- Carnage Heart EXA（2010年、カイルの父）
- 迷宮クロスブラッド リローデッド（2011年、不破勇作）
- 円卓の生徒 The Eternal Legend（2012年、バーゴレグ・フィンブルタール、ギルバロ）
- 空を仰ぎて雲たかく Portable（2013年、ダナン）
- 封印（2013年、エストレージャ＝シラス）
- 東京新世録 オペレーションアビス（2014年、不破勇作[6]）
- 田舎の高校であった怖い話（2014年、P先輩）
- 風雨来記3（2015年、美唄の農家）

### ナレーション
- 甲賀戦士忍ジャガー
- 「鳥取トヨペット アルファード」TVCM
- 「鳥取トヨペット C-HR」TVCM
- 滋賀トヨペット 60周年記念動画
- 「鳥取県立美術館 歌川広重の世界」TVCM
- 「HOOP IN THE FOOD」TVCM
- 「みやけ工務店」TVCM
- 「あってくれてありがとう」びわ湖放送
- 「密着ブレイクスルー ある小児科ドクターの挑戦」びわ湖放送
- 「やる気と感動の祭典発表者紹介VTR」（第6回 - ）
- 「GEヘルスケア・ジャパン社内教育ビデオ」
- 「未知の世界」プラネタリウム
- 「商業界ゼミナール」PV
- 「チャレンジャー 飽くなき挑戦者たち シリーズ」
- 「アール」WebCM
- 「ピザキャット」WebCM
- 「野洲のおっさんジャンボぬいぐるみ発売」TVCM
- 「MCボクシングスクール」TVCM
- 「エステレガロ」TVCM
- 「ソウルアンドモーション新宮校」TVCM
- 「株式会社東武　従業員資質向上セミナー」
- 「突撃イベントレポート お肉のびっくり市」Web
- 「甲賀戦士忍ジャガーディナーショー
- 「防災敷パットらっこちゃん紹介PV

### 舞台
- SINK STAGE3 鳥籠（橘涼平）
- 横丁のデカプリオ（ブー）
- ベンケイ☆パンチ（タダノブ）
- ルナバス720（バレル）
- Act-ive×蒼空のフロンティアボイスシアター（クラマ）
- チキンマジシャン
- ガールズシアター（権蔵）